# Pierre de Norroy
La pierre de Norroy est une pierre calcaire blanche à grain fin, extraite dès l'Antiquité des carrières de Norroy-lès-Pont-à-Mousson, en Meurthe-et-Moselle, France.

## Histoire
Aux premiers siècles de notre ère, les Romains extraient la pierre de Norroy et l'exportent au loin (Strasbourg, Mayence, Metz, Nimègue). Les carrières sont alors une sorte d'entreprise publique pour laquelle l'armée fournit en temps de paix encadrement et peut-être main-d'œuvre. Pour conclure ces « campagnes d'extraction », les centurions détachés aux carrières de Norroy ont consacré des autels dédiés à Jupiter et à Hercules Saxanus, l'Hercule des carriers.
Quatre autels, dont trois portant une dédicace à Hercules Saxanus, ont été découverts entre 1721 et 1915 ainsi qu'une inscription pariétale. Ces vestiges datent du Ier siècle de notre ère.
De nos jours, ces carrières ne sont plus exploitées.